# Kosta Perczewo
Kosta Perczewo (bułg. Коста Перчево) – wieś w północno-zachodniej Bułgarii, w obwodzie Widin, w gminie Kuła. Według danych szacunkowych Ujednoliconego Systemu Ewidencji Ludności oraz Usług Administracyjnych dla Ludności, 15 grudnia 2018 roku miejscowość liczyła 73 mieszkańców.